# Alčan
L'Alčan (in russo Алчан?) è un fiume della Russia estremo-orientale, affluente di destra del Bikin  (bacino idrografico dell'Amur). Scorre nel Požarskij rajon del Territorio del Litorale.
Ha origine sulle pendici occidentali di una catena montuosa senza nome, che appartiene alla parte occidentale del sistema montuoso Sichotė-Alin'. Il fiume fluisce con direzione sud-occidentale nel suo alto e medio corso, per poi volgere verso nord-ovest. Sfocia nel Bikin a 52 km dalla foce, al confine amministrativo tra i territori del Litorale e di Chabarovsk. La lunghezza del fiume è di 170 km, l'area del bacino è di 3 860 km².